# Rankay József
Rankay József (Visk, 1899. február 8. – Budapest, 1961. július 15.) államtudományi doktor, katonatiszt, alezredes, az 1920-as szomoróci felkelés katonai vezetője.

## Élete

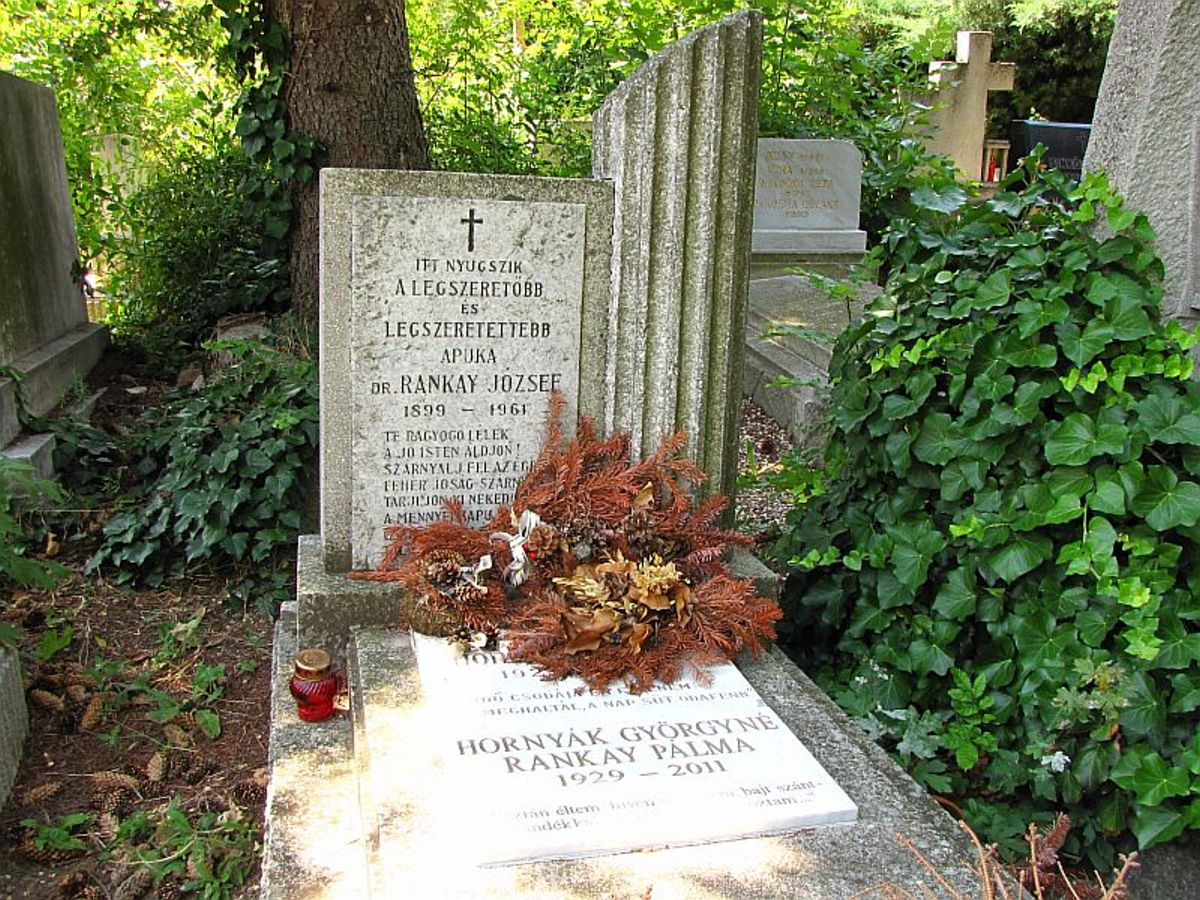
Sírja a Farkasréti temetőben (48/3-1-19)

Apja id. Rankay József orvos, anyja Toperczer Vilma. A gimnázium 1–5. osztályát  Máramarosszigeten és Debrecenben végezte el, majd a katonai pályát választva a Nagyváradi m. kir. Honvéd Hadapródiskolában folytatta tanulmányait. 1917-ben végzett, és szeptember 1-jei hatállyal a 3. honvéd gyalogezredbe osztották be. – 1918 augusztusától az olasz fronton szolgált, részt vett a piavei átkelésen és a Monte Tomba környéki nagy utóvédharcokban. A forradalom alatt olasz hadifogságban volt és a kommün bukása után, szeptember 2-án került haza. Ekkor a Lehár hadosztályba sorozták.
1919-ben helyezték Kercára a helyőrség parancsnokaként.
1920. augusztus 1-jén a kercai helyőrség katonáival és a helybeli lakosokkal elűzte a Szerb-Horvát-Szlovén Királyság Szomorócra bevonult csapatait. A községet a szerbek visszafoglalták, de a kercai és szomoróci lakosok, valamint a helyőrség katonáinak áldozata nem volt hiábavaló, 1922-ben a Határmegállapító Bizottság úgy döntött, hogy Szomoróc visszatérhet Magyarországhoz.
Budapesten 1920-ban államtudományi doktorátust tett, 1921-ben áthelyezték Jászberénybe és előléptették főhadnaggyá, a jászberényi 5. kerékpáros zászlóaljnál szolgált.
1922-től a szolnoki 10. gyalogezredhez került. Az itt töltött idő alatt a vármegyei népművelési bizottság katonai szakelőadója és a vármegyei Úri Kaszinó tagja volt. A Szolnok és Vidéke című lapban néhány lírai alkotása is megjelent.
1928. május 7-én, Békéscsabán vette nőül Medveczky-Langer Leonát. Egyetlen leánygyermekük, Pálma 1929-ben született meg.
1928 novemberében századossá léptették elő, s 1929. október 16-án kelt rendelettel „a toborzás terén kifejtett kiválóan eredményes és hasznos szolgálataiért” kormányzói dicsérő elismerésben részesült.
Szolnokról 1936-ban a miskolci 13. gyalogezredhez helyezték át, ahol 1940. szeptember 1-jén őrnaggyá léptették elő. 1940. november 1-ig a géppuskásszázad parancsnoka, majd az ezred 1. segédtisztje volt. Újabb kormányzói elismerésben részesült „a csapatkiképzés és a katonai közigazgatási szolgálat terén” végzett munkájáért.
Részt vett a felvidéki, észak-erdélyi és délvidéki bevonulásban. 1939 márciusában Kárpátalja visszacsatolásakor ellátogatott szülőhelyére, Viskre, ahol felszabadítóként ünnepelték.
1940. november 1. és 1945. június 2. között a Honvédelmi Minisztérium 8/b. osztályának, majd az Elnökségnek az állományába vették előadóként. „A tartalékos tiszt jogállása és személyes kötelmei a honvédségben” című szakkönyve 1941-ben jelent meg, és a 16 fejezetes művet általános elismerésben részesítették, a katonai parancsnokságok számára folyamatosan és állandóan ajánlották. Ekkor már alezredesi rangban szolgált a Honvédelmi Minisztérium 8/b. osztályának alcsoportvezetőjeként.
Közbevetőleg 1944. február 24-től április 27-i sebesüléséig a 24/II. zászlóalj parancsnokaként hadibeosztásban volt.
1944-ben a keleti fronton (Kolomija környékén) zászlóaljparancsnokként vett részt Rakivcsik (Раківчик; Rakovczyk)  elfoglalásában, ahol az ígért német segítséget nem kapták meg, emiatt hatalmas veszteség érte a magyar egységeket, Rankay is súlyosan megsebesült. Felgyógyulása után visszatért a Honvédelmi Minisztériumba és zsidó tartalékosok munkaszolgálat alóli felmentésében működött közre. 1944 októberében nem esküdött fel Szálasira.
Passaunál a háború végén amerikai hadifogságba került, Bajorországban. Rabtársai győzködése ellenére hazajött. 1946-ban igazolták, de a tényleges szolgálatba nem léphetett vissza. Ingatlanközvetítéssel foglalkozott Budapesten és különböző üzemekben dolgozott. 1956-ban írásban felajánlotta katonai szolgálatát a szovjetellenes harcra, ezért nyomozni kezdtek utána, így a forradalom bukása után a budapesti tüdőkórházba feküdt be, ahol TBC-vel fertőződött meg. 1961 nyarán hunyt el.
A budapesti Farkasréti temetőben helyezték örök nyugalomra. 2009. augusztus 9-én posztumusz megkapta a Kercaszomor község Díszpolgára címet.